# Atrichopogon aegyptius
Atrichopogon aegyptius är en tvåvingeart som beskrevs av Jean-Jacques Kieffer 1925. Atrichopogon aegyptius ingår i släktet Atrichopogon och familjen svidknott. Inga underarter finns listade i Catalogue of Life.